# Turbiw
Turbiw (ukrainisch Турбів; russisch Турбов Turbow) ist eine Siedlung städtischen Typs in der ukrainischen Oblast Winnyzja mit etwa 6558 Einwohnern (2011).

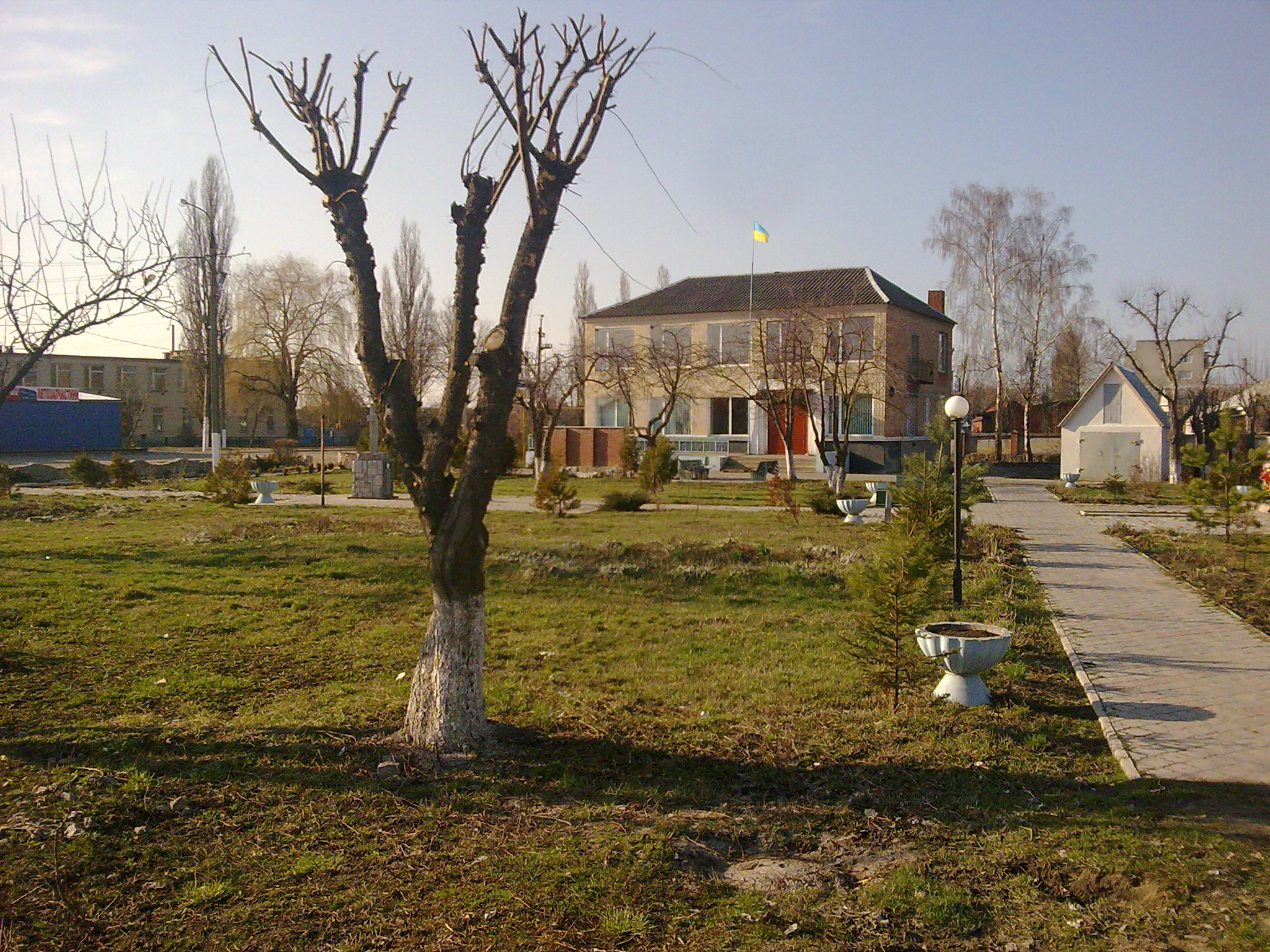
Haus im Ort

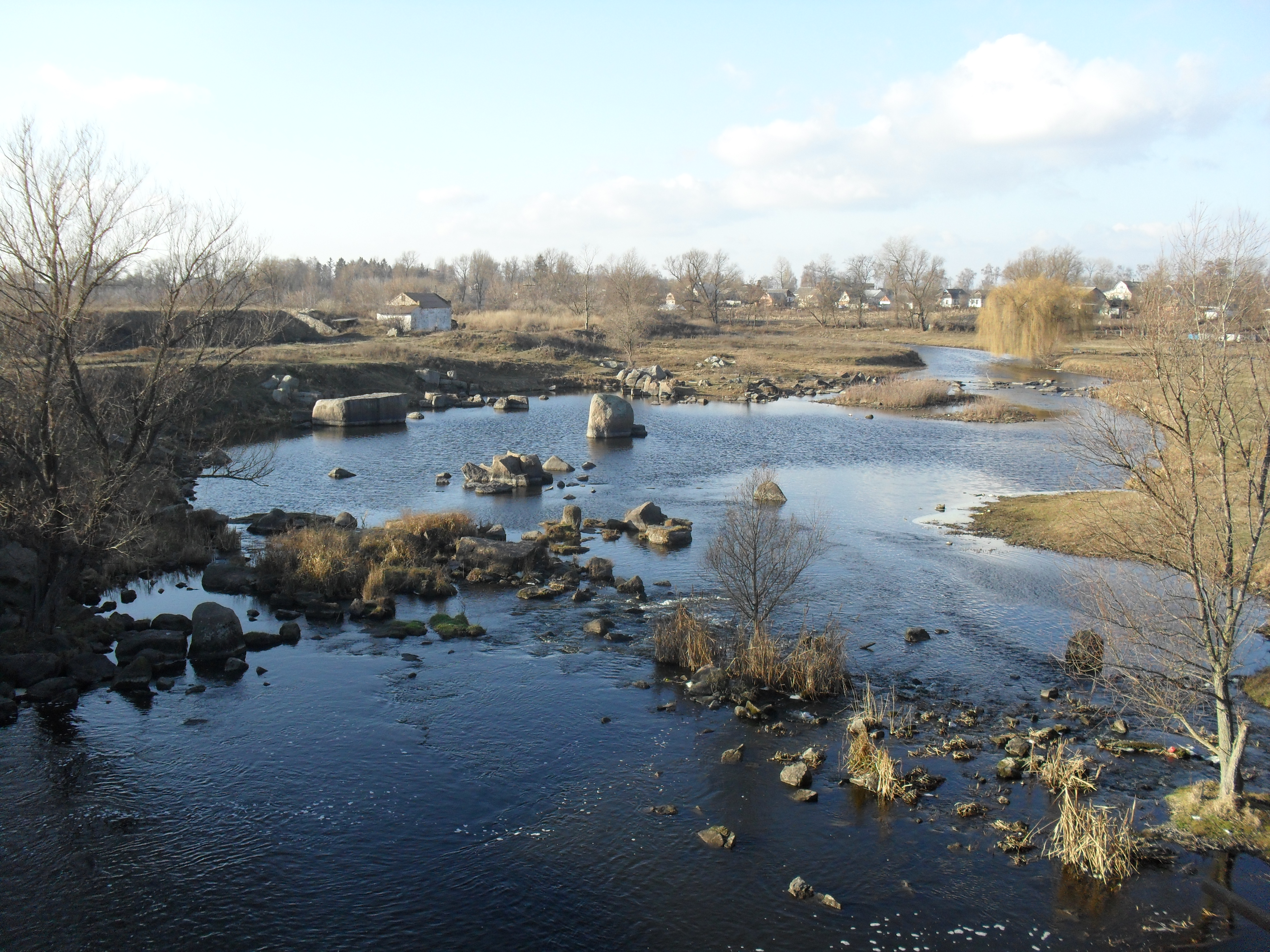
Desna im Turbiw

Die 1545 gegründete Ortschaft liegt im Norden des Rajon Winnyzja und erhielt 1956 den Status einer Siedlung städtischen Typs.

## Verwaltungsgliederung
Am 12. Juni 2020 wurde die Siedlung zum Zentrum der neugegründeten Siedlungsgemeinde Turbiw (Турбівська селищна громада/Turbiwska selyschtschna hromada). Zu dieser zählten auch die 21 in der untenstehenden Tabelle aufgelisteten Dörfer sowie die Ansiedlung Mala Bila, bis dahin bildete sie die gleichnamige Siedlungsratsgemeinde Turbiw (Турбівська селищна рада/Turbiwska selyschtschna rada) im Westen des Rajons Lypowez.
Am 17. Juli 2020 kam es im Zuge einer großen Rajonsreform zum Anschluss des Rajonsgebietes an den Rajon Winnyzja.
Folgende Orte sind neben dem Hauptort Turbiw Teil der Gemeinde:
| Name                                  | Name                      | Name                                                            |
| ukrainisch transkribiert              | ukrainisch                | russisch                                                        |
| ------------------------------------- | ------------------------- | --------------------------------------------------------------- |
| Bila                                  | Біла                      | Белая (Belaja)                                                  |
| Bryzke                                | Брицьке                   | Брицкое (Brizkoje)                                              |
| Kobylnja                              | Кобильня                  | Кобыльня (Kobylnja)                                             |
| Kochaniwka                            | Коханівка                 | Кохановка (Kochanowka)                                          |
| Konjuschiwka                          | Конюшівка                 | Конюшевка (Konjuschewka)                                        |
| Kossakiwka                            | Косаківка                 | Косаковка (Kossakowka)                                          |
| Kostjantyniwka                        | Костянтинівка             | Константиновка (Konstantinowka)                                 |
| Kosynzi                               | Козинці                   | Козинцы (Kosinzy)                                               |
| Mala Bila (bis 2016 Tscherwona Sirka) | Мала Біла (Червона Зірка) | Малая Белая (Malaja Belaja)/Червоная Зирка (Tscherwonaja Sirka) |
| Nowa Pryluka                          | Нова Прилука              | Новая Прилука (Nowaja Priluka)                                  |
| Nowe                                  | Нове                      | Новое (Nowoje)                                                  |
| Penkiwka                              | Пеньківка                 | Пеньковка (Penkowka)                                            |
| Petriwka                              | Петрівка                  | Петровка (Petrowka)                                             |
| Pryboriwka                            | Приборівка                | Приборовка (Priborowka)                                         |
| Schenderiwka                          | Шендерівка                | Шендеровка (Schenderowka)                                       |
| Schurawa                              | Журава                    | Журава                                                          |
| Soboliwka                             | Соболівка                 | Соболевка (Sobolewka)                                           |
| Stara Pryluka                         | Стара Прилука             | Старая Прилука (Staraja Priluka)                                |
| Sywakiwzi                             | Сиваківці                 | Сиваковцы (Siwakowzy)                                           |
| Tschupryniwka                         | Чупринівка                | Чуприновка (Tschuprinowka)                                      |
| Wachniwka                             | Вахнівка                  | Вахновка (Wachnowka)                                            |